# Orthoscapheus
Orthoscapheus is een geslacht van rechtvleugeligen uit de familie veldsprinkhanen (Acrididae). De wetenschappelijke naam van dit geslacht is voor het eerst geldig gepubliceerd in 1906 door Bruner.

## Soorten
Het geslacht Orthoscapheus omvat de volgende soorten:
- Orthoscapheus coryaceus Giglio-Tos, 1894
- Orthoscapheus noronhensis Carbonell, 1996
- Orthoscapheus planaltinus Roberts & Carbonell, 1981
- Orthoscapheus rufipes Thunberg, 1824